# 정용화
정용화(鄭容和, 1989년 6월 22일 ~ )는 대한민국의 가수이자 배우이다. 밴드 씨엔블루의 리더이자 메인보컬이며 기타와 키보드도 맡고 있다.

## 학력
- 구서초등학교(졸업)
- 남산중학교(졸업)
- 남산고등학교(졸업)
- 경희사이버대학교 중국학과(학사)[2]
- 경희사이버대학교 대학원 관광레저항공학과 (석사)[3]

## 생애

### 어린 시절과 데뷔 전
정용화는 1989년 6월 22일 2남 중 늦둥이 막내로 태어났다. 부산 구서초등학교, 남산중학교, 남산고등학교를 다녔으며, 자신의 고향은 부산이라고 생각한다고 한 인터뷰에서 말했다. 데뷔 전 스키장 얼짱으로 인터넷 상에서 유명하였다. 

### 2009년 ~ 2011년: 씨엔블루 데뷔와 배우 활동
2009년 8월 19일 Now or Never을 발매하고 일본에서 인디즈활동을 시작하였다. 2009년 10월 7일 SBS 드라마 스페셜 《미남이시네요》를 통해 연예계에 데뷔하였고, 당시 '수건남,' '밀크남'이라는 별명을 얻었다.2010년 1월 14일 락밴드 씨엔블루(CNBLUE)의 리더로 팀 안에서 보컬과 기타와 랩을 맡아, bluetory 음반 발매와 함께 가수 활동을 시작하였다. 수건남 효과에 힘입어 첫 방송후 각종 차트를 올킬하였으며, 한국 가요계에서 신인이 데뷔 후 14일만에 1위를 하는 기록을 세웠다. 이는 지상파 데뷔 최단 기간 1위 기록이었지만 위너 이후에 기록이 깨졌다.
2010년 5월 19일, 씨엔블루는 두 번째 미니 앨범 《Bluelove》를 발매하였다. 5월 20일, Mnet 《엠카운트다운》을 통해 컴백하였는데,역시 큰 인기를 얻으며 각종 음원차트에서 1위는 물론, 음악프로그램에서도 1위를 차지하였다.
2010년 6월 23일 일본에서 발매한 《The Way》앨범 타이틀 One Time 을작사, 작곡 하였고 이 곡으로 씨엔블루로는 오리콘 싱글차트 11위에 진입하였다. 2009년 12월 6일부터 2010년 3월까지 MBC 《일요일 일요일 밤에 - 헌터스 : 에코하우스》를 시작으로 예능활동을 시작하였다. 2010년 2월부터 2011년 4월까지 MBC 《우리 결혼했어요 시즌 2》에 고정출연하였고, 2010년 7월부터 2011년 3월까지는 SBS 《인기가요》 MC를 맡았다. 또한, 2009년, 2010년 2년 연속 《SBS 가요대전》 MC로 활동하였다. 이러한 고정 출연 외에도 황금어장, 런닝맨 -게스트로 최다출연기록을 세웠다, 강심장, 명받았습니다, 승승장구, 놀러와, 해피투게더, 청춘불패, 대국민 토크쇼 안녕하세요 등 여러 예능 프로그램에 게스트로 출연하였다.
2010년 7월 31일에는 서울에서 「Listen to the CNBLUE」이란 타이틀로 한국에서의 첫 단독콘서트를 진행하였다. 2010년 9월 15일에는 일본에서 두 번째 싱글 〈I don't know why〉를 발매하였는데, 정용화의 자작곡 "I don't know why"는 오리콘 싱글차트 데일리 8위, 오리콘 인디즈 차트 주간 1위를 하며 큰 인기를 얻었다. 2011년 1월 9일, 일본에서 세 번째 싱글 〈RE-MAINTENANCE〉를 발매하였다. 타이틀 "Try again, Smile again"을 작곡 및 작사하였고 오리콘 싱글차트 데일리 2위에 올랐다.
2011년 3월 21일, 첫 정규 음반 발매 및 게릴라 라이브 콘서트를 열었으며, 선주문 10만장이 넘은 이 앨범은 발매 직 후 실시간차트와 일간차트 등에서 1위를 하였고, 컴백 일주일 후 3월 31일 Mnet 《엠카운트다운》에서 1위를 시작으로 하여 공중파인 KBS 《뮤직뱅크》, SBS 《인기가요》에서 1위를 하였으며, 데뷔 후 처음으로 Mnet 《엠카운트다운》과 KBS《뮤직뱅크》에서 트리플크라운을 달성하였다. 2011년 6월부터 8월까지 MBC 수목 미니시리즈 《넌 내게 반했어》에서 주인공인 이신 역을 맡았으며 정용화 효과로 《넌 내게 반했어》가 일본 정규방송에 편성되었다. 2011년 9월 1일에 일본에서 인디즈 마지막 앨범인 《392(Thank you too(much))》를 발매하여 오리콘 데일리 앨범 3위와 인디즈 위클리 1위를 차지 하였다. 또한, 2011년 9월 10일에 일본에서 열린 일본 마쿠하리 멧세(MAKUHARI MESSE)에서 열리는 린킨파크(Linkin Park) 단독 공연의 오프닝 무대에 서게 됐다.9월 17일~9월 18일에는 서울에서 열린 콘서트 "BLUE STORM"을 이틀에 걸쳐 진행하고, 9월 25일에는 인디즈그룹으로는 유례없이 1만 5천석의 Yokohama Arena에서 인디즈 마지막 콘서트를 진행하였다.
2011년 10월 19일에 2년여 시간의 인디즈 생활을 마감하고 《In My Head》로 메이저 데뷔를 하였다.《In My Head》의 타이틀 "In My Head"를 작곡하였고 "Mr.K.I.A(Know It All)" 작사 및 작곡, "In My Head(Inst.)" 작곡하였다. 이 앨범은 첫 날 오리콘 싱글 데일리 차트 3위를 하였다. 메이저 음반 발매 기념으로 한 이벤트에 1만4000여명이 참가했다. 오리콘 싱글 위클리 차트에 일주일 만에 7만 1200장을 팔아 치우고 일본 메이저 데뷔를 했다. 《In My Head》는 2011년 11월 10일에 일본 레코드 협회에서 선정하는 골드 레코드가 되었다. 2011년 12월 4일을 시작으로 일본에서 겨울투어를 실시하여, 12월 4일 센다이, 12월 6일 나고야, 12월 14일 오사카, 그리고 12월 16일 도쿄에서 일본 전국 투어를 실시하였다.
2011년 12월 28일에 일본에서 매년 연말 개최되는 Music Festival 'COUNTDOWN JAPAN'에 외국인 최초로 출연하였다.

### 2012-2014: 국제적 활동과 연기 활동
2012년은 첫 주부터 아시아투어를 하였다. 2012년 1월 7일~1월 8일을 시작으로 홍콩에서 씨엔블루의 아시아투어 첫 콘서트가 열렸다. 이번 홍콩콘서트는 1회를 추가하여 총 이틀에 걸쳐 콘서트가 진행되었다. 2012년 1월 13일 《제26회 골든디스크》에서 음반부문 본상, 음원부문 본상, 비비드림상, 아시아최고그룹상을 수상하며 4관왕을 달성하였다. 2012년 1월 31일 일본 MTV '언플러그드' 출연하였다. 이 프로그램은 어쿠스틱한 연주와 청중과의 가까운 거리를 유지한 무대 등 라이브를 진행하는 것으로 유명하다. 또한, 수용인원 150명에 응모인원만 1만 5천여명이 응모하여 100배의 응모 수를 기록했다.
2012년 2월 1일에 일본에서 두 번째 싱글앨범인 〈Where you are〉를 발매하였고 타이틀인 "Where you are"를 작사 및 작곡하고 "feeling" 작사 및 작곡, "Where you are(Inst.)" 작곡하였다. 이 앨범은 하루에 3만 2천여장이 나갔고 〈Where you are〉는 오리콘 싱글 데일리 차트 1위에 올랐다. 2012년 2월 4일 일본 간사이, 2월 5일 도쿄돔 씨티홀에서 두 번째 메이저 음반 발매 기념으로 한 이벤트에 1만2000여명이 참가했다. 2012년 2월 13일 일본 전국투어를 시작했다. 오사카를 시작으로 나고야, 도쿄, 요코하마 등지에서 이뤄진 이번 투어는 두 번째 메이저 음반 발매 기념으로 팬클럽 회원 한정의 전국 투어 콘서트를 개최하게 되었는데, 지난 2009년부터 일본에서 인디밴드로 활동할 당시 공연했던 클럽에서 이루어졌으며, 인디즈 활동 당시 공연했던 장소에서 다시 공연하는 것을 테마로 이뤄진 이번 공연은 9회에 걸쳐 이뤄졌다.
2012년 3월 16일 작사 및 작곡한 <아직 사랑한다>를 선공개하였다. <아직 사랑한다>는 공개하자마자 온라인 음원 사이트에서 1위를 차지하며, 새로 나올 앨범에 대한 기대치를 높였다. 2012년 3월 26일에 기자 간담회 쇼케이스에서 세 번째 미니 앨범 EAR FUN을 발표하고 본격적으로 활동을 시작하였다. 음원은 발표와 동시에 1위를 기록하였으며, 앨범은 3일만에 4만장이상이 판매되는 기록을 세웠다. 또한, 한터 주간 순위에서 음반 판매량 1위를 차지하였다. 컴백 무대를 가진 일주일 후 4월 5일 Mnet 《엠카운트다운》에서 1위를 차지하였으며, 《EAR FUN》의 타이틀 곡인 Hey you가 가온차트 4월 1주차에 1위를 등극하였다. 그리고 2012년 4월 10일에 한 달간의 짧은 활동을 아쉬워하는 팬들을 위해서 《EAR FUN Special Limited Edition》을 발매하였다.
공식적인 세 번째 미니 앨범 EAR FUN활동을 2012년 4월 22일에 마무리하고, 2012년 5월 5일에 드디어 첫 번째 씨엔블루 팬미팅을 연세대학교 대강당에서 열렸다. 같은 소속사 가수 주니엘의 데뷔앨범에 작곡가로 참여하고 듀엣곡과 뮤직비디오 출연소식이 연이어 들리면서 팬들의 기대감을 상승시켰으며, 직접 출연한 선공개곡 ‘바보’라는 곡의 뮤직비디오의 티저가 공개되었다. 2012년 5월 22일에 음원과 뮤직비디오가 공개되었다.
2012년 7월부터 2011년 6월부터 8월까지 방영된 MBC 수목 미니시리즈 《넌 내게 반했어》가 일본 공중파 후지TV에 방영을 시작하게 되었다. 또한, 공중파 방영 전에 2012년 7월 16일에 일본에서 공식적인 팬미팅을 개최하였으며, 티켓이 모두 매진되는 기염을 토했다.
2012년 7월 30일에 본인이 모델로 있는 T.G.I프라이데이스 브랜드송을 발표하였다. 2012년 7월 30일에 같은 소속사 가수 AOA의 데뷔앨범에 자작곡 'Love is only you'를 선물했다. 2012년 8월 1일에 일본에서 세 번째 싱글앨범인 〈Come On〉를 발매하였고 타이틀인 "Come On"를 작사하고 "Wake up"를 작사 및 작곡하고 "My miracle"을 작사하였다. 또한, 2012년 7월 30일부터 8월 5일까지 일본 전국에 걸쳐 팬사인회를 진행하였다. 2012년 8월 28일 일본 도쿄 오다이바에서 열린 일본 후지TV 여름 야외공연 '메자마시 라이브'에 참가했다. 2012년 8월 29일 일본에서 첫 번째 정규앨범인 《CODE NAME BLUE》를 발매하였고 타이틀인 "Time is over"를 작사 및 작곡하고 "Intro 02" "Have a good night" "No more" "Where you are(English Ver.)"를 작사 및 작곡하였다. 이 앨범은 하루에 2만 2천여장이 나갔고 〈CODE NAME BLUE〉는 오리콘 싱글 데일리 차트 1위에 올랐다. 2012년 9월 10일에 일본 파시피코 요코하마에서 일본 첫 번째 정규 음반 ‘코드 네임 블루’ 발매 기념 이벤트를 진행했다.

2012년 10월 2일부터 10월 21일까지 일본 전국 6개지역을 돌며 아레나 투어《Arena Tour 2012 Come On~》를 실시하여 10만명을 동원하였으며, 마지막은 사이타마 슈퍼아레나에서 마무리지었다.  2012년 11월 2일에 KBS에서 진행된 《MUSIC BANK IN CHILE》에서 본인의 솔로로 무대에 올라 기타 연주와 함께 ‘러브 미 텐더(Love Me Tender)’를 불러 스페셜 무대를 꾸몄는데, 이 곡 편곡자로 자신의 이름을 올렸다. 또한, 전 출연자가 무대에서 부른 ‘아리랑’의 편곡도 맡아 크레디트에 자신의 이름을 편곡자로 실어 눈길을 끌었다. 2012년 12월 5일 일본 음원 사이트 드완고(www.dwango.jp)에서 케이팝 OST 부분 휴대 전화 벨소리 차트에서 드라마 ‘넌 내게 반했어’ OST가 2012년 연간 랭킹에서 1위를 차지했다. 2012년 12월 8일에 《제1회 K 드라마 스타 어워즈》에서 (MBC 《넌 내게 반했어》가 해외에서 큰 인기를 끈 공로를 인정받아 한류스타상을 수상하였다.
2012년 12월 28일에 《KBS 가요대축제》 MC에 발탁되어 진행하였다. 2013년 1월 14일에 본인 자작곡을 타이틀로 하여 씨엔블루 4번째 미니앨범을 발매하였다. 수록곡 6곡 중에 한곡을 제외한 나머지 5곡이 본인 자작곡이다. 음원이 발표되자 마자 팬들에게 큰 사랑을 받았다. 또한, 한국방송사 음악프로그램의 특성상 밴드의 라이브는 불가능한 것으로 되었지만, 컴백무대를 시작으로 2주간 씨엔블루는 음향설비와 무대장치 설치 비용을 부담하여 밴드 올라이브를 선보였다. 앨범발매로 바쁜 와중에 2013년 1월 15일 말레이시아에서 진행된 제27회 골든디스크시상식의 MC를 맡아 진행했다.
2013년 1월 25일에는 4번째 미니앨범 리:블루가 월드 앨범 차트 1위를 기록하였다.
- 성공적인 4번째 미니앨범 활동을 마무리하고[94] 한국밴드 최초로 월드투어를 시작하였다.[95] 2014년 2월 24일 한국 EP 5집 Can't stop 발매.EP 6곡중 5곡을 작사,작곡하였다. 2014년 4월 23일 일본 싱글 앨범 Truth 발매. Truth , Still 작사, 작곡.

## 음반 목록

### 솔로

#### 정규
| # | 앨범 정보                               | 트랙 리스트 |
| - | --------------------------------------- | --- |
| 1 | 어느 멋진 날 - 발매일 : 2015년 1월 20일 | 1. Intro 2. 어느 멋진 날 3. 추억은 잔인하게... (With 윤도현) 4. 원기옥 (With 버벌진트) 5. 마일리지 (Mileage) (With YDG) 6. Checkmate (With JJ LIN) 7. 니가 없어도 8. 마지막 잎새 9. Goodnight Lover 10. 27 Years (With Peter Malick) |

## EP
| # | 앨범 정보                             | 트랙 리스트 |
| - | ------------------------------------- | --- |
| 1 | DO DISTURB - 발매일 : 2017년 7월 19일 | 1. 여자여자해(That Girl)(Feat.로꼬) 2. 딱 붙어 (Closer) 3. Password 4. Navigation 5. 대답하지 마(Not Anymore) 6. 널 잊는 시간 속(Lost in Time) |
| 2 | YOUR CITY - 발매일 : 2023년 9월 14일  | 1. 너의 도시 (Your City) 2. Pain Healer 3. 그대의 시간에 맞출게요 (On Your Time) 4. . Small Talk 5. SEASON OF LOVE 6. 나에게 (note to self)    |

### 작사 및 작곡

#### 씨엔블루
| 발매 연도  | 음반 목록                                                         | 곡명                                               |
| ---------- | ----------------------------------------------------------------- | -------------------------------------------------- |
| 2009.8.19  | 일본 인디즈 미니 1집 《Now or Never》                             | "Love Revolution" 작사                             |
| 2009.8.19  | 일본 인디즈 미니 1집 《Now or Never》                             | "Just Please" 작사 및 작곡                         |
| 2009.11.25 | 일본 인디즈 미니 2집 《Voice》                                    | "Y, Why…" 작사 및 작곡                             |
| 2010.1.14  | 한국 미니 1집 《Bluetory》                                        | "Love Revolution" 작사                             |
| 2010.1.14  | 한국 미니 1집 《Bluetory》                                        | "Y, Why…" 작사 및 작곡                             |
| 2010.3.20  | 일본 인디즈 정규 1집 《ThankU》                                   | "Intro" 작곡                                       |
| 2010.5.19  | 한국 미니 2집 《Bluelove》                                        | "사랑빛" 작사 및 작곡 및 편곡                      |
| 2010.5.19  | 한국 미니 2집 《Bluelove》                                        | "Tattoo" 작사 및 작곡 및 편곡                      |
| 2010.6.23  | 일본 인디즈 싱글 1집 〈The Way〉                                  | "One Time" 작사 및 작곡 및 편곡                    |
| 2010.6.23  | 일본 인디즈 싱글 1집 〈The Way〉                                  | "Ready N Go" 작사                                  |
| 2010.6.23  | 일본 인디즈 싱글 1집 〈The Way〉                                  | "One Time(Inst.)" 작곡 및 편곡                     |
| 2010.9.15  | 일본 인디즈 싱글 2집 〈I don't know why〉                         | "I don't know why" 작사 및 작곡 및 편곡            |
| 2010.9.15  | 일본 인디즈 싱글 2집 〈I don't know why〉                         | "I don't know why(Inst.)" 작곡 및 편곡             |
| 2011.1.9   | 일본 인디즈 싱글 3집 〈RE-MAINTENANCE〉                           | "Try again, Smile again" 작사 및 작곡              |
| 2011.1.9   | 일본 인디즈 싱글 3집 〈RE-MAINTENANCE〉                           | "Don't say goodbye" 작사 및 작곡                   |
| 2011.1.9   | 일본 인디즈 싱글 3집 〈RE-MAINTENANCE〉                           | "Try again, Smile again(Inst.)" 작곡               |
| 2011.1.14  | 한국 솔로 디지털싱글 《처음 사랑하는 연인들을 위해》              | "처음 사랑하는 연인들을 위해" 작사 및 작곡 및 편곡 |
| 2011.1.14  | 한국 솔로 디지털싱글 《처음 사랑하는 연인들을 위해》              | "처음 사랑하는 연인들을 위해(Inst.)" 작곡 및 편곡  |
| 2011.3.21  | 한국 정규앨범 1집 《First Step》                                  | "LOVE girl" 작사 및 작곡 및 편곡                   |
| 2011.3.21  | 한국 정규앨범 1집 《First Step》                                  | "I don't know why" 작사 및 작곡 및 편곡            |
| 2011.3.21  | 한국 정규앨범 1집 《First Step》                                  | "One Time" 작사 및 작곡 및 편곡                    |
| 2011.3.21  | 한국 정규앨범 1집 《First Step》                                  | "Just Please" 작사 및 작곡                         |
| 2011.3.21  | 한국 정규앨범 1집 《First Step》                                  | "상상(imagine)" 작사                               |
| 2011.3.21  | 한국 정규앨범 1집 《First Step》                                  | "Wanna Be Like U" 작사                             |
| 2011.3.21  | 한국 정규앨범 1집 《First Step》                                  | "Ready N Go" 작사                                  |
| 2011.3.21  | 한국 정규앨범 1집 《First Step》                                  | "고마워요" 작사                                    |
| 2011.4.26  | 한국 정규앨범 1집 리패키지 《FIRST STEP +1(PLUS ONE) THANK YOU 》 | "LOVE girl(NEW VER.)" 작사 및 작곡                 |
| 2011.4.26  | 한국 정규앨범 1집 리패키지 《FIRST STEP +1(PLUS ONE) THANK YOU 》 | "Try again, Smile again" 작사 및 작곡              |
| 2011.4.26  | 한국 정규앨범 1집 리패키지 《FIRST STEP +1(PLUS ONE) THANK YOU 》 | "Don't say good bye" 작곡                          |
| 2011.7.13  | 한국 드라마 OST 《넌 내게 반했어 OST Part 3》                     | "그리워서" 작곡                                    |
| 2011.7.13  | 한국 드라마 OST 《넌 내게 반했어 OST Part 3》                     | "그리워서(GUITAR VER.)" 작곡                       |
| 2011.7.13  | 한국 드라마 OST 《넌 내게 반했어 OST Part 3》                     | "그리워서(BAND VER.)" 작곡                         |
| 2011.7.13  | 한국 드라마 OST 《넌 내게 반했어 OST Part 3》                     | "그리워서(Inst VER.)" 작곡                         |
| 2011.9.1   | 일본 인디즈 정규 2집 《392(Thank you too(much))》                 | "Man in front of the Mirror" 작사 및 작곡          |
| 2011.10.19 | 일본 메이저 싱글 1집 〈In My Head〉                               | "In My Head" 작곡                                  |
| 2011.10.19 | 일본 메이저 싱글 1집 〈In My Head〉                               | "Mr.K.I.A(Know It All)" 작사 및 작곡               |
| 2011.10.19 | 일본 메이저 싱글 1집 〈In My Head〉                               | "In My Head(Inst.)" 작곡                           |
| 2012.2.1   | 일본 메이저 싱글 2집 〈Where you are〉                            | "Where you are" 작사 및 작곡                       |
| 2012.2.1   | 일본 메이저 싱글 2집 〈Where you are〉                            | "Feeling" 작사 및 작곡                             |
| 2012.2.1   | 일본 메이저 싱글 2집 〈Where you are〉                            | "Where you are(Inst.)" 작사 및 작곡                |
| 2012.3.26  | 한국 미니 3집 《EAR FUN》                                         | "아직 사랑한다" 작사 및 작곡                       |
| 2012.3.26  | 한국 미니 3집 《EAR FUN》                                         | "Dream boy" 작곡                                   |
| 2012.3.26  | 한국 미니 3집 《EAR FUN》                                         | "Rock n’ Roll" 작사 및 작곡                        |
| 2012.3.26  | 한국 미니 3집 《EAR FUN》                                         | "RUN" 작곡                                         |
| 2012.3.26  | 한국 미니 3집 《EAR FUN》                                         | "In My Head" 작사 및 작곡                          |
| 2012.7.31  | 한국 싱글 앨범 〈T.G.I.Friday's Brand Song〉                      | "Friday (T.G.I.Friday's Brand Song)" 작사 및 작곡  |
| 2012.8.1   | 일본 메이저 싱글 3집 〈Come On〉                                  | "Come On" 작사                                     |
| 2012.8.1   | 일본 메이저 싱글 3집 〈Come On〉                                  | "Wake up" 작사 및 작곡                             |
| 2012.8.1   | 일본 메이저 싱글 3집 〈Come On〉                                  | "My Miracle" 작사                                  |
| 2012.8.29  | 일본 메이저 정규 1집 《CODE NAME BLUE》                           | "Intro 02" 작사 및 작곡                            |
| 2012.8.29  | 일본 메이저 정규 1집 《CODE NAME BLUE》                           | "Time is over" 작사 및 작곡                        |
| 2012.8.29  | 일본 메이저 정규 1집 《CODE NAME BLUE》                           | "Have a good night" 작사 및 작곡                   |
| 2012.8.29  | 일본 메이저 정규 1집 《CODE NAME BLUE》                           | "No more" 작사 및 작곡                             |
| 2012.8.29  | 일본 메이저 정규 1집 《CODE NAME BLUE》                           | "Where you are(English Ver.)" 작사 및 작곡         |
| 2012.12.19 | 일본 메이저 싱글 4집 〈Robot〉                                    | "Robot" 작사 및 작곡                               |
| 2012.12.19 | 일본 메이저 싱글 4집 〈Robot〉                                    | "ring" 작사 및 작곡                                |
| 2012.12.19 | 일본 메이저 싱글 4집 〈Robot〉                                    | "Robot(Inst.)" 작곡                                |
| 2013.1.14  | 한국 미니4집 《Re:BLUE》                                          | "I'm Sorry" 작사 및 작곡                           |
| 2013.1.14  | 한국 미니4집 《Re:BLUE》                                          | "Coffee Shop" 작사 및 작곡 및 편곡                 |
| 2013.1.14  | 한국 미니4집 《Re:BLUE》                                          | "나란 남자" 작사 및 작곡 및 편곡                   |
| 2013.1.14  | 한국 미니4집 《Re:BLUE》                                          | "라라라" 작사 및 작곡 및 편곡                      |
| 2013.1.14  | 한국 미니4집 《Re:BLUE》                                          | "Where you are (Ver. Eng)" 작사 및 작곡            |
| 2013.4.24  | 일본 메이저 싱글 5집 〈Blind Love〉                               | "Greedy Man" 작사 및 작곡                          |
| 2013.7.31  | 일본 메이저 싱글 6집 〈Lady〉                                     | "Lady" 작사 및 작곡                                |
| 2013.7.31  | 일본 메이저 싱글 6집 〈Lady〉                                     | "Don't care" 작사 및 작곡 및 편곡                  |
| 2013.7.31  | 일본 메이저 싱글 6집 〈Lady〉                                     | "Monday" 작사 및 작곡                              |
| 2013.7.31  | 일본 메이저 싱글 6집 〈Lady〉                                     | "Lady(Inst.)" 작곡                                 |
| 2013.8.23  | 한국 싱글 앨범 〈Galaxy Music Brand Song〉                        | "Feel Good" 작사 및 작곡                           |
| 2013.8.23  | 한국 싱글 앨범 〈Galaxy Music Brand Song〉                        | "Feel Good(Inst.)" 작곡                            |
| 2013.8.28  | 일본 메이저 정규 2집 《What turns you on?》                       | "One More Time" 작사 및 작곡                       |
| 2013.8.28  | 일본 메이저 정규 2집 《What turns you on?》                       | "Change" 작사 및 작곡                              |
| 2013.8.28  | 일본 메이저 정규 2집 《What turns you on?》                       | "Let me know" 작사 및 작곡                         |
| 2013.8.28  | 일본 메이저 정규 2집 《What turns you on?》                       | "Robot(Ver. Eng)" 작사 및 작곡                     |
| 2014.2.25  | 한국 미니 5집 《Can't Stop》                                      | "Cant stop" 작사 및 작곡                           |
| 2014.2.25  | 한국 미니 5집 《Can't Stop》                                      | "다이아몬드걸" 작사 및 작곡                        |
| 2014.2.25  | 한국 미니 5집 《Can't Stop》                                      | "독한사랑" 작사 및 작곡                            |
| 2014.2.25  | 한국 미니 5집 《Can't Stop》                                      | "love is" 작사 및 작곡                             |
| 2014.2.25  | 한국 미니 5집 《Can't Stop》                                      | "아이의노래" 작사 및 작곡                          |

### 디지털 싱글 및 OST
| 발매 날짜  | 앨범명                            | 곡명                        | 비고          |
| ---------- | --------------------------------- | --------------------------- | ------------- |
| 2009.10.14 | SBS 《미남이시네요》 OST          | 약속                        | 랩 피처링     |
| 2011.01.14 | 처음 사랑하는 연인들을 위해       | 처음 사랑하는 연인들을 위해 | 정용화작곡    |
| 2011.06.29 | MBC 《넌 내게 반했어 OST Part 1》 | 넌 내게 반했어              | 드라마 주제곡 |
| 2011.07.13 | MBC 《넌 내게 반했어 OST Part 3》 | 그리워서                    | 정용화작곡    |
| 2021.04.14 | KBS2 《대박부동산》 OST           | I Got Ya                    | 드라마 주제곡 |

#### 그 외
| 발매 연도  | 음반 목록                                 | 곡명                            |
| ---------- | ----------------------------------------- | ------------------------------- |
| 2012.6.7   | 주니엘 한국 미니 1집 《The First June》   | "바보" 작곡                     |
| 2012.7.30  | AOA 한국 싱글 1집 〈Angels` Story〉       | "Love Is Only You" 작사 및 작곡 |
| 2013.10.21 | KBS 월화드라마 《미래의 선택 OST Part 2》 | "사랑을 캐스팅해요" 작곡        |

## 출연 작품

### 드라마
- 2009년 SBS 드라마스페셜 《미남이시네요》 ... 강신우 역
- 2011년 MBC 수목 미니시리즈 《넌 내게 반했어》 ... 이신 역
- 2012년 SBS 주말 미니시리즈 《신사의 품격》 ... 정용화 역 (특별출연)
- 2013년 KBS2 월화 미니시리즈 《미래의 선택》 ... 박세주 역
- 2014년 tvN 일요 미니시리즈 《삼총사》 ... 박달향 역
- 2017년 JTBC 금토 미니시리즈 《더 패키지》 ... 산마루 역
- 2021년 KBS2 수목 미니시리즈 《대박부동산》 ... 오인범 역
- 2023년 KBS2 미니시리즈 《두뇌공조》 ... 신하루 역

### 영화
- 《미스터 쉐프》 (2016년) - 안 폴 역
- 《피원에이치: 새로운 세계의 시작》 (2020년) - 한 역

### 예능
| 연도            | 방송사     | 제목                                          | 기간                                            | 비고     |
| --------------- | ---------- | --------------------------------------------- | ----------------------------------------------- | -------- |
| 2009년          | SBS        | 《SBS 가요대전》                              | 2009년 12월 29일                                | MC       |
| 2009년 ~ 2010년 | MBC        | 《일요일 일요일 밤에 - 헌터스 : 에코하우스》  | 2009년 12월 6일 ~ 2010년 3월 21일               | 고정출연 |
| 2010년 ~ 2011년 | MBC        | 《우리 결혼했어요》                           | 2010년 2월 27일 ~ 2011년 4월 2일                | 고정출연 |
| 2010년 ~ 2011년 | SBS        | 《SBS 인기가요》                              | 2010년 7월 17일 ~ 2011년 3월 13일               | MC       |
| 2010년          | SBS        | 《농심사랑나눔콘서트》                        | 2010년 11월 14일                                | MC       |
| 2010년 ~ 2011년 | SBS        | 《밤이면 밤마다》                             | 2010년 11월 15일 ~ 2011년 7월 4일               | MC       |
| 2010년          | SBS        | 《SBS 가요대전》                              | 2010년 12월 29일                                | MC       |
| 2012년          | KBS2       | 《KBS MUSIC BANK in CHILE》                   | 현지녹화 2012년 11월 2일 방송 2012년 11월 17일  | MC       |
| 2012년          | SBS        | 《SBS K-POP Super Concert in America》        | 현지녹화 2012년 11월 10일 방송 2012년 12월 23일 | MC       |
| 2012년          | KBS2       | 《KBS 가요대축제》                            | 2012년 12월 28일                                | MC       |
| 2013년          | JTBC 주최  | 《제27회 골든 디스크 시상식 인 쿠알라룸푸르》 | 2013년 1월 15일                                 | MC       |
| 2014년          | JTBC 주최  | 《제28회 골든 디스크 시상식》                 | 2014년 1월 16일                                 | MC       |
| 2014년          | KBS2       | 뮤직뱅크 인 브라질                            | 2014년 6월 18일 방송                            | MC       |
| 2014년          | SBS        | 《SBS 가요대전》                              | 2014년 12월 21일                                | MC       |
| 2015년          | Mnet       | 《정용화의 홀로그램》                         | 2015년 1월 22일 ~ 2월 12일                      | MC       |
| 2017년          | JTBC       | 《아는형님》                                  | 2017년                                          | 게스트   |
| 2017년          | KBS2       | 《하숙집 딸들》                               | 2017년 3월 7일                                  | 게스트   |
| 2017년          | tvN        | 《섬총사》                                    | 2017년 5월 22일 ~ 12월 18일                     | 고정출연 |
| 2018년          | Olive, tvN | 《토크몬》                                    | 2018년 1월 15일 ~ 4월 2일                       | 시즌1 MC |
| 2020년          | SBS        | 《트롯신이 떴다》                             | 2020년 3월 4일 ~ 9월 2일                        | 고정출연 |
| 2020년          | KBS2       | 《옥탑방의 문제아들》                         | 2020년 11월 17일                                | 게스트   |
| 2020년          | JTBC       | 《아는 형님》                                 | 2020년 8월 15일                                 | 게스트   |
| 2021년          | KBS2       | 《옥탑방의 문제아들》                         | 2021년 4월 13일                                 | 게스트   |
| 2021년          | tvN        | 《우도주막》                                  |                                                 | 게스트   |
| 2023년          | KBS2       | 《살림하는 남자들》                           | 2023년 9월 16일                                 | 게스트   |
| 2023년          | JTBC       | 《톡파원25시》                                | 2023년 10월 23일                                | 게스트   |
| 2023년          | MBC        | 《라디오스타》                                | 2023년 11월 29일                                | 게스트   |
| 2024년          | KBS2       | 《신상출시 편스토랑》                         | 2024년 5월 17일                                 | 게스트   |

## 광고
- 2011년 액세서리 - LG패션 헤지스 액세서리 (HAZZYS ACC) (LG패션 캐주얼 액세서리 브랜드)
- 2013년 공익 - 법무부 안전사회만들기 캠페인
- 2014년 화장품 - 슈에무라 중국
- 2014년~ 현재 신용카드 - BC 유니온페이 한/중
- 2015년~2016년 화장품 - 스킨79 한/중
- 2017년~2018년 화장품 - ABOUT ME

## 홍보 대사
- 2012년 제14회 대학생 경제유니버시아드 홍보대사
- 2015년 2016 부산 One-Asia 페스티벌 홍보대사
- 2017년 ~ 2018년 평창 동계올림픽 및 패널림픽 홍보대사

## 수상 내역
| 연도 | 시상식                     | 부문                           | 작품                |
| ---- | -------------------------- | ------------------------------ | ------------------- |
| 2009 | SBS 연기대상               | 뉴스타상                       | 《미남이시네요》    |
| 2010 | 제3회 코리아 드라마 어워즈 | 남자 네티즌 인기상             | 《미남이시네요》    |
| 2010 | MBC 방송연예대상           | 쇼·버라이어티부문 남자 인기상  | 《우리 결혼했어요》 |
| 2010 | SBS 연예대상               | 뉴스타상                       | 《SBS 인기가요》    |
| 2012 | 제1회 K-드라마 스타 어워즈 | 한류스타상                     | 《넌 내게 반했어》  |
| 2015 | 제15회 중국 음악풍운방     | 해외가수상                     | 《어느 멋진 날》    |
| 2016 | 제30회 골든디스크 시상식   | 베스트 보컬 솔로상             | 《어느 멋진 날》    |
| 2021 | KBS 연기대상               | 미니시리즈부문 남자 우수연기상 | 《대박부동산》      |

### 가요 프로그램 1위
| 연도           | 수상 내역(총 4회) |
| -------------- | --- |
| 2015년(총 4회) | - 어느 멋진 날(총 4회) - 1월 30일 KBS 《뮤직뱅크》 K-Chart 1위 - 2월 1일 SBS 《인기가요》 1위 - 2월 4일 MBC MUSIC 《쇼챔피언》 챔피언 송 - 2월 13일 KBS 《뮤직뱅크》 K-Chart 1위 (통산 2주) |